# Ecnomiohyla veraguensis
Espèce
Ecnomiohyla veraguensis est une espèce d'amphibiens de la famille des Hylidae.

## Répartition
Cette espèce est endémique de la province de Veraguas au Panama. Elle se rencontre à environ 540 m d'altitude dans le parc national de Santa Fe.

## Description
Le spécimen adulte mâle observé lors de la description originale mesure 57,8 mm de longueur standard.

## Étymologie
Son nom d'espèce, composé de veragu et du suffixe latin -ensis, « qui vit dans, qui habite », lui a été donné en référence au lieu de sa découverte, la province de Veraguas.

## Publication originale
- Batista, Hertz, Mebert, Köhler, Lotzkat, Ponce & Vesely, 2014 : Two new fringe-limbed frogs of the genus Ecnomiohyla (Anura: Hylidae) from Panama. Zootaxa, no 3826, p. 449–474 (texte intégral).